# Вольный город (фильм)
«Вольный город» (пол. Wolne miasto) — польский военный художественный фильм, снятый режиссёром Станиславом Ружевичем в 1958 году на киностудии «Rytm».
Премьера фильма состоялась 1 сентября 1958 года.

## Сюжет
Фильм рассказывает о начале Второй мировой войны. События происходят, в так называемом «Вольном городе Данциге» (Гданьске), карликовом городе-государстве, возникшем в результате Версальского мирного договора, ставшем постоянным яблоком раздора между Германией и Польшей. На то время в Данциге проживало 90 % немцев и 10 % поляков. Власти Третьего Рейха и сочувствующие ему немцы, жители Данцига, считали его немецким городом и поляки должны были убраться отсюда. Поляки имели своё представительство в Гданьске (Данциге): порт, таможня, почта.
1 сентября 1939 Польская кампания вермахта началась с одного из первых боёв Второй мировой войны и польской кампании, в ходе которого сотрудники польского почтового отделения в Гданьске (Данциге) в течение 15 часов обороняли здание почты от войск СС.
О трагической судьбе 57 польских почтовых служащих Гданьска, сражавшихся и погибших в неравной схватке с гитлеровцами рассказывает этот фильм.

## В ролях
- Бронислав Дардзиньский — Ковальский, начальник почты
- Влодзислав Зембиньский — Райца, почтальон
- Казимеж Вихняж — Кунерт, помощник Ковальского
- Станислав Ясюкевич — Конрад Гудерский, командующий обороной почты
- Ежи Слива — Барциковский, почтальон
- Пётр Фрончевский — Богуч, сын Барциковских
- Ханна Зембжуская — Ирка, телефонистка
- Ян Махульский — Янек, моряк, жених Ирки
- Адам Квятковский — Плихта, почтальон
- Ирена Нетто — Эрна Паёнкова
- Лех Гжмоциньский — немецкий фотограф
- Эдвард Ковальчик — Станислав Херман, железнодорожник
- Зенон Бужиньский — немец
- Тадеуш Гвяздовский — немец в доке
- Станислав Гронковский — Козубек, телефонист
- Цезары Юльский — немец в пивной Шмольде
- Вацлав Ковальский — Бронек Висьневский, почтальон
- Станислав Яськевич— генерал, оглашающий приговор работникам гданьской почты
- Станислав Мариан Каминьский — почтальон
- Тадеуш Косударский — Грудзень, почтовый работник
- Здислав Кузняр — почтальон
- Мечислав Навроцкий — Шмольде, хозяин пивной
- Юзеф Лодыньский — почтальон
- Ежи Шпунар — почтальон
- Веслава Мазуркевич — Ковальская, жена начальника почты
- Ханна Малковская[пол.] — Новакова
- Ванда Майерувна  — Эльза Херман, дочь железнодорожника
- Клеменс Мельчарек — Руди Новак
- Хенрик Моджевский — Плюске, почтовый служащий
- Тадеуш Ордейг — немец
- Чеслав Пясковский — почтальон
- Барбара Рахвальская — Барциковская, мать Богуся
- Юзеф Збируг — жандарм
- Веслав Ковальчик — эпизод
- Зыгмунт Урбаньский — эпизод
- Целина Кубицувна — эпизод
- Зофия Любартовская — эпизод
- Збигнев Лободзиньский — эсэсовец
- Эдмунд Феттинг — немецкий фотограф
- Калина Ендрусик — официантка в пивной
- Леонард Анджеевский — немец в пивной
- Рышард Филипский — немец в пивной (не указан в титрах)